# IC 4006
IC 4006 је појединачна звијезда у сазвјежђу Ловачки пси која се налази на листи објеката дубоког неба у Индекс каталогу.
Деклинација објекта је + 37° 0' 38" а ректасцензија 12h 59m 49,0s.